# Österreichischer Volleyball-Cup 2013/14 (Frauen)
Der Österreichische Volleyball-Cup der Frauen wurde in der Saison 2013/14 vom Österreichischen Volleyballverband zum 34. Mal ausgespielt und begann am 28. September 2013 mit der ersten Runde und endete am 31. Jänner 2014 mit dem Finale. Der Pokal ging an die SG SVS Post.

## Teilnehmende Mannschaften
Für den österreichischen Volleyball-Cup haben sich anhand der Teilnahme der Ligen der Saison 2013/14 folgende 30 Mannschaften, die nach der Saisonplatzierung der 1. Bundesliga 2012/13, der 2. Bundesliga Ost 2012/13, 2. Bundesliga Süd 2012/13 und der 2. Bundesliga West 2012/13 geordnet sind, qualifiziert. Teams, die als durchgestrichen gekennzeichnet sind, nahmen am Wettbewerb aus diversen Gründen nicht am Wettbewerb teil oder sind die erste Mannschaften und spielten daher nicht um den Pokal mit. Weiters konnten noch der Landescupsieger, der Landesmeister oder deren Vertreter der Saison 2012/13 teilnehmen.
| 1. Bundesliga (10) | 1. Bundesliga (10) | 1. Bundesliga (10) | 1. Bundesliga AVL Relegation (5) | 1. Bundesliga AVL Relegation (5) | 1. Bundesliga AVL Relegation (5) |
| --- | --- | --- | --- | --- | --- |
| - SG SVS Post (NÖ) (M) (C) - ASKÖ Linz Steg (OÖ) - TI-volley (T) - TSV Hartberg (ST) - ATSC Wildcats Klagenfurt (K) - SG SVS Sokol (NÖ) (N) - SG WSV Eisenerz/VBV Trofaiach (ST) - UVC Graz (ST) - PSV VBG Salzburg (S) (N) - SG UVF Melk (NÖ) - VC Tirol (T) | - SG SVS Post (NÖ) (M) (C) - ASKÖ Linz Steg (OÖ) - TI-volley (T) - TSV Hartberg (ST) - ATSC Wildcats Klagenfurt (K) - SG SVS Sokol (NÖ) (N) - SG WSV Eisenerz/VBV Trofaiach (ST) - UVC Graz (ST) - PSV VBG Salzburg (S) (N) - SG UVF Melk (NÖ) - VC Tirol (T) | - SG SVS Post (NÖ) (M) (C) - ASKÖ Linz Steg (OÖ) - TI-volley (T) - TSV Hartberg (ST) - ATSC Wildcats Klagenfurt (K) - SG SVS Sokol (NÖ) (N) - SG WSV Eisenerz/VBV Trofaiach (ST) - UVC Graz (ST) - PSV VBG Salzburg (S) (N) - SG UVF Melk (NÖ) - VC Tirol (T) | - VC Tirol siehe 1. Bundesliga - SG VT Roadrunners Wien (W) - Union West-Wien (W) - VBK Klagenfurt (K) - Union Güssing (B) - VC Dornbirn (V) - TI-volley II (T)                                      | - VC Tirol siehe 1. Bundesliga - SG VT Roadrunners Wien (W) - Union West-Wien (W) - VBK Klagenfurt (K) - Union Güssing (B) - VC Dornbirn (V) - TI-volley II (T) | - VC Tirol siehe 1. Bundesliga - SG VT Roadrunners Wien (W) - Union West-Wien (W) - VBK Klagenfurt (K) - Union Güssing (B) - VC Dornbirn (V) - TI-volley II (T) |
| Frühjahrsdurchgang | | | | | |
| 2. Bundesliga Ost (4) | 2. Bundesliga Ost (4) | 2. Bundesliga Süd (5) | 2. Bundesliga Süd (5) | 2. Bundesliga West (4) | 2. Bundesliga West (4) |
| - SG Prinz Brunnenbau Volleys (OÖ) - ASKÖ Linz Steg II (OÖ) - Union volleyteam Südstadt (NÖ) - Union Langenlebarn (NÖ) - SG MV SU Hotvolleys Ybbs/Melk (OÖ) (N)                                                                                               | - SG Prinz Brunnenbau Volleys (OÖ) - ASKÖ Linz Steg II (OÖ) - Union volleyteam Südstadt (NÖ) - Union Langenlebarn (NÖ) - SG MV SU Hotvolleys Ybbs/Melk (OÖ) (N)                                                                                               | - SK Aich/Dob (K) - VBK Wolfsberg (K) (N) - ATSE Graz (ST) - SSV HIB Liebenau Graz (ST) und - UVC Graz II (NÖ) - ATSC Wildcats Klagenfurt II (K) - Sportunion Leibnitz (ST) (N) - AVC Klagenfurt (K)                                                          | - SK Aich/Dob (K) - VBK Wolfsberg (K) (N) - ATSE Graz (ST) - SSV HIB Liebenau Graz (ST) und - UVC Graz II (NÖ) - ATSC Wildcats Klagenfurt II (K) - Sportunion Leibnitz (ST) (N) - AVC Klagenfurt (K) | - UVV Seekirchen (S) (N) - VC Mils (T) - TV Oberndorf (S) - Welser TV 1862 (OÖ) (N) - SU inzingvolley (NÖ) - VC Olympia Innsbruck (T)                           | - UVV Seekirchen (S) (N) - VC Mils (T) - TV Oberndorf (S) - Welser TV 1862 (OÖ) (N) - SU inzingvolley (NÖ) - VC Olympia Innsbruck (T)                           |
| Landescupsieger und Landesmeister (2) | | | | | |
| - VC Klosterneuburg (NÖ) | - VC Klosterneuburg (NÖ) | - Volleyball Thalgau (S) | - Volleyball Thalgau (S) | | |
| Erläuterungen Länderkürzel: (B): Burgenland, (K): Kärnten, (OÖ): Oberösterreich, (NÖ): Niederösterreich, (S): Salzburg, (ST): Steiermark, (T): Tirol, (W): Wien, (V): Vorarlberg                                                                              | | | | | |

| (M) | amtierender Meister      |
| (C) | amtierender Cupsieger    |
| (N) | Neuaufsteiger der Saison |

## Turnierverlauf

### Vorrunde
| Datum             | Team 1                        | Team 2                   | Ergebnis                                |
| ----------------- | ----------------------------- | ------------------------ | --------------------------------------- |
| 28.09.2013, 15:30 | TV Oberndorf                  | VC Tirol                 | 0:3 (20:25, 16:25, 17:25)               |
| 28.09.2013, 16:00 | SG WSV Eisenerz/VBV Trofaiach | UVC Graz                 | 0:3 (21:25, 15:25, 21:25)               |
| 28.09.2013, 17:00 | SG Prinz Brunnenbau Volleys   | SG UVF Melk              | 0:3 (20:25, 22:25, 27:29)               |
| 28.09.2013, 18:00 | ATSC Wildcats Klagenfurt II   | Sportunion Leibnitz      | 3:2 (16:25, 27:29, 25:23, 25:22, 15:12) |
| 28.09.2013, 18:00 | Welser TV 1862                | VC Mils                  | 3:1 (21:25, 25:20, 25:23, 25:16)        |
| 28.09.2013, 18:00 | Union volleyteam Südstadt     | SG SVS Post              | 0:3 (9:25, 12:25, 10:25)                |
| 28.09.2013, 18:00 | SG VT Roadrunners Wien        | ASKÖ Linz Steg           | 0:3 (23:25, 20:25, 23:25)               |
| 28.09.2013, 18:00 | SK Aich/Dob                   | ATSC Wildcats Klagenfurt | 0:3 (7:25, 13:25, 18:25)                |
| 28.09.2013, 18:30 | VBK Klagenfurt                | TSV Hartberg             | 0:3 (17:25, 18:25, 17:25)               |
| 28.09.2013, 18:30 | SG MV SU Hotvolleys Ybbs/Melk | Union West-Wien          | 0:3 (18:25, 15:25, 15:25)               |
| 28.09.2013, 19:00 | Volleyball Thalgau            | TI-volley                | 0:3 (20:25, 12:25, 17:25)               |
| 28.09.2013, 19:00 | SU inzingvolley               | VC Dornbirn              | 1:3 (6:25, 25:23, 16:25, 24:26)         |
| 29.09.2013, 15:00 | VBK Wolfsberg                 | ATSE Graz                | 3:0 (25:12, 25:12, 25:22)               |
| 30.09.2013, 19:30 | VC Klosterneuburg             | Union Langenlebarn       | 3:0 (25:18, 25:20, 25:11)               |

### Achtelfinale
Folgende zwei Vereine stiegen in das Achtelfinale ein:
Union Güssing und PSV VBG Salzburg.
| Datum             | Team 1                      | Team 2          | Ergebnis                         |
| ----------------- | --------------------------- | --------------- | -------------------------------- |
| 06.10.2013, 11:00 | Welser TV 1862              | VC Dornbirn     | 0:3 (15:25, 19:25, 31:33)        |
| 20.10.2013, 11:00 | Union Güssing               | TI-volley       | 1:3 (25:17, 20:25, 14:25, 22:25) |
| 27.10.2013, 11:00 | VBK Wolfsberg               | SG SVS Post     | 0:3 (14:25, 20:25, 13:25)        |
| 27.10.2013, 11:30 | ATSC Wildcats Klagenfurt    | ASKÖ Linz Steg  | 3:0 (25:19, 25:22, 25:18)        |
| 27.10.2013, 11:30 | ATSC Wildcats Klagenfurt II | Union West-Wien | 1:3 (15:25, 23:25, 29:27, 16:25) |
| 27.10.2013, 13:00 | VC Klosterneuburg           | VC Tirol        | 1:3 (16:25, 25:22, 22:25, 24:26) |
| 27.10.2013, 14:00 | SG UVF Melk                 | TSV Hartberg    | 0:3 (21:25, 17:25, 15:25)        |
| 27.10.2013, 16:00 | PSV VBG Salzburg            | UVC Graz        | 1:3 (20:25, 19:25, 25:15, 28:30) |

### Viertelfinale
| Datum             | Team 1       | Team 2                   | Ergebnis                         |
| ----------------- | ------------ | ------------------------ | -------------------------------- |
| 17.11.2013, 12:00 | TI-volley    | ATSC Wildcats Klagenfurt | 1:3 (16:25, 21:25, 25:21, 16:25) |
| 17.11.2013, 14:30 | TSV Hartberg | VC Tirol                 | 3:0 (25:21, 25:21, 25:17)        |
| 17.11.2013, 18:00 | SG SVS Post  | Union West-Wien          | 3:0 (25:9, 25:9, 25:11)          |
| 24.11.2013, 13:00 | VC Dornbirn  | UVC Graz                 | 0:3 (25:15, 25:12, 25:14)        |

### Halbfinale
| Datum             | Team 1                   | Team 2       | Ergebnis                  |
| ----------------- | ------------------------ | ------------ | ------------------------- |
| 08.12.2013, 16:00 | ATSC Wildcats Klagenfurt | TSV Hartberg | 3:0 (25:20, 25:19, 25:20) |
| 08.12.2013, 16:00 | SG SVS Post              | UVC Graz     | 3:0 (25:21, 25:18, 25:13) |

### Finale
| Datum             | Team 1      | Team 2                   | Ergebnis                         |
| ----------------- | ----------- | ------------------------ | -------------------------------- |
| 31.01.2014, 17:30 | SG SVS Post | ATSC Wildcats Klagenfurt | 3:1 (25:18, 20:25, 25:21, 25:18) |